# 曲龙寺 (墨竹工卡县)
曲龙寺，位于西藏自治区拉萨市墨竹工卡县尼玛江热乡宗雪村，是一座藏传佛教女尼的寺院。

## 简介
曲龙寺位于西藏自治区拉萨市墨竹工卡县。为藏传佛教寺院。
2012年，该寺的2名尼師被评为西藏自治区爱国守法先进僧尼。
2012年10月14日，曲龙寺管理委员会再次向该寺女尼宣讲党和政府的社会保障政策。因为临近冬季，该寺部分水源枯竭，所以曲龙寺管理委员会干部在此次会议上还要求女尼们节约用水。